# Selinum sulcatum
Selinum sulcatum är en flockblommig växtart som beskrevs av Antonio Bertoloni. Selinum sulcatum ingår i släktet krusfrön, och familjen flockblommiga växter. Inga underarter finns listade i Catalogue of Life.